# Carlos Martín del Campo
El general de división Carlos Martín del Campo (1891, San Pedro Sierra Gorda, Guanajuato - 1981, Ciudad de México) fue un militar maderista reconocido por su protección de artistas apresados durante el siglo XX, entre los que se incluyen a David Alfaro Siqueiros, Álvaro Mutis, entre muchos otros, así como por las importantes comisiones que realizó a estos durante su apresamiento.

## Orígenes
Carlos Martín del Campo y Márquez nació el 3 de noviembre de 1891 en San Pedro Sierra Gorda (actual Manuel Doblado), estado de Guanajuato, siendo hijo del matrimonio formado por Catalina Márquez y Anastasio Martín del Campo y Atilano. Su abuelo paterno fue José Bibiano Martín del Campo y Romo de Vivar, descendiente del capitán Lázaro Martín del Campo, natural de Villamartín de Campos, uno de los primeros españoles en poblar la zona de los Altos de Jalisco.

## Carrera militar
El 6 de marzo de 1911 se incorporó a la causa de Francisco I. Madero, siendo uno de sus primeros seguidores en la Ciudad de México, sirviendo inicialmente bajo el mando del coronel Antonio M. Guzmán, y luego bajo el general Rafael Tapia. El 2 de junio de 1911 tras el triunfo de Francisco I. Madero, se incorporó al Cuerpo de Rurales de la Federación, obteniendo el grado de cabo en noviembre del mismo año. Solicitó su baja tras los trágicos sucesos de la Decena Trágica.
El 15 de septiembre de 1914 solicitó su ingreso a las Fuerzas Constitucionalistas, siendo reconocido como capitán de infantería en noviembre del mismo año. El 20 de febrero de 1915 fue ascendido a mayor de infantería de marina por su esfuerzo contra los convencionistas, siendo designado jefe del Estado Mayor de la Primera Brigada de Infantería de Marina el 2 de octubre del mismo año. El 1 de enero de 1916 se le ascendió a teniente coronel de infantería, haciéndose cargo de la jefatura del batallón "Azueta". Con el mismo cargo, se le otorgó la comandancia del Resguardo Marítimo del Puerto de Veracruz el 8 de octubre de 1917. El 1 de enero de 1919 fue ascendido a coronel de infantería. 
En 1923 se incorporó a la Rebelión Delahuertista, comisionado por el general de brigada Juan Jiménez para organizar tropas y detener el avance de los callistas. El 21 de abril de 1924 fue nombrado Jefe de Operaciones Militares, pasando al Estado Mayor en 1927. En 1929 fue nombrado Jefe del Estado Mayor, con el objeto de combatir la rebelión del general Gonzalo Escobar, pasando a ser subjefe del mismo desde 1931.
El 1 de abril de 1931 fue ascendido a general de brigada. De 1933 a 1934 fungió como Jefe del Estado Mayor de la Secretaría de Guerra y Marina. De 1937 a 1939 fue director del Centro de Instrucción de Jefes y Oficiales siendo secretario de Guerra el general Manuel Ávila Camacho. En 1938 destacó su presión al entonces presidente general Lázaro Cárdenas para poner las escuelas militares en manos de la SEDENA con el objeto de evitar su ideologización parte de la SEP. En 1942 fue director general de personal del Estado Mayor.
El 16 de enero de 1945 fue ascendido a general de división. Fue un ferviente opositor del marxismo, por lo que acabó por ser removido de toda función de importancia en el gobierno. En 1959 fue nombrado director del penal preventivo del Palacio de Lecumberri, cargo en el cual permaneció hasta 1966, ya después de su retiro. 
El 16 de septiembre de 1963 causó baja del ejército por alcanzar la edad límite para el servicio militar. Durante su carrera, obtuvo la Condecoración de Perseverancia en primera clase, la de Mérito Militar en segunda clase (por invento de un dispositivo cargador para armas de fuego y sistema Máuser), y la Cruz de Guerra en tercera clase.

## Protección de artistas apresados
En 1959 fue apartado de toda esfera de influencia política y puesto como director del penal preventivo del Palacio de Lecumberri, cargo en el que permaneció hasta 1966. Durante este tiempo, fundó el programa Rehabilitación Desde Procesados, con el objeto de proveer de oficios y actividades culturales a los presos de su cuidado, bajo el convencimiento que la rehabilitación y no el castigo eran el objetivo de su encarcelamiento. Sugirió que los presos imprimieran los libros de texto para las escuelas públicas en talleres especializados dentro del penal, enseñándoles así los oficios de impresión. Son destacables las menciones hechas de su persona por numerosos artistas de la época que por razones políticas estuvieron presos en el penal. 
Durante su gestión, transformó el penal en un gran taller de producción artística. Encargó a Siqueiros el oficio de escenógrafo de las obras que el mismo comisionaba a Álvaro Mutis, entre otros. A Siqueiros, le comisionó también los importantes murales acerca de la historia de México que hoy en día se encuentran en el Archivo General de la Nación, contando también con la colaboración de los presos Cuauhtémoc Hernández Ochoa, Franco Maugini Salini y Rolando Rueda de León.

El propio Siqueiros dijo del general:
"Desde los primeros meses de mi entrada a la cárcel preventiva, el señor director de la misma, general Carlos Martín del Campo, declaró textualmente que dentro de su cárcel se podían decir las cosas que era imposible manifestar afuera. Posteriormente, se pidió a todos los reclusos que, de tener inclinaciones para tal fin, escribieran obras teatrales y que éstas serían representadas por el Grupo Teatral de la Preventiva. Por otra parte, y considerando para ello mis antecedentes de pintor y sobre todo, de pintor muralista, se me nombró escenógrafo." David Alfaro Siqueiros
En el mismo año de 1959, la escritora Elena Poniatowska consiguió un permiso del general Carlos Martín del Campo para entrar en Lecumberri, así como en el penal de Santa María Acatitla, con el objeto de entrevistar a Demetrio Vallejo, Valentín Campa y David Alfaro Siqueiros. Sobre el mismo, escribió Poniatowska:
"Sin embargo, y en esa época, bajo la dirección del general Carlos Martín del Campo, un hombre de pelo casi blanco y cara lisa, Lecumberri era la más humana de las cárceles porque Martín del Campo ideó que fueran los propios presos quienes la dirigieran." Elena Poniatowska
El escritor colombiano Álvaro Mutis, también recluido en Lecumberri, escribió también en una de sus cartas a Poniatowska:
“El general Martín del Campo era ejemplar. Le permitía a Siqueiros -personaje para mi totalmente odioso- salir al dentista. La humanidad de este hombre y el ojo para escoger a la gente son únicos. En cada crujía, el mayor era la autoridad máxima. Martín del Campo sabía ganarse la confianza de los presos y manejar situaciones que ningún estadista habría podido sacar adelante.” Álvaro Mutis
El escritor oaxaqueño Andrés Henestrosa, fue también criticado por entregarse a "los regeneradores cuidados del General Martín del Campo", a pesar de no encontrarse preso en Lecumberri.
Asimismo, invitaba a cenar a Luis Buñuel y Elena Poniatowska al penal para que verificaran la calidad de la comida que recibían sus amigos presos.

## Vida privada
El 17 de septiembre de 1917 contrajo matrimonio con María Teresa Alcaraz y Figueroa, natural de Zamora, Michoacán. 
Murió el 2 de mayo de 1981 en su casa de la Ciudad de México, siendo enterrado en el Panteón Francés.